# Ксендзівський заказник
Ксендзівський — гідрологічний заказник місцевого значення в Україні, об'єкт природно-заповідного фонду Полтавської області.
Розташований у Козельщинському районі Полтавської області біля сіл Йосипівка та Бутенки.
Площа заказника, який являє собою болотний масив, — 98 га. Створений відповідно до Рішення Полтавського облвиконкому від 16.11.1979 р. Перебуває у віданні Пісківської сільської ради.